# Compressidentalium ceciliae
Compressidentalium ceciliae är en blötdjursart som beskrevs av Victor Scarabino 1995. Compressidentalium ceciliae ingår i släktet Compressidentalium och familjen Dentaliidae. Inga underarter finns listade i Catalogue of Life.